# Pyramide von Hellinikon

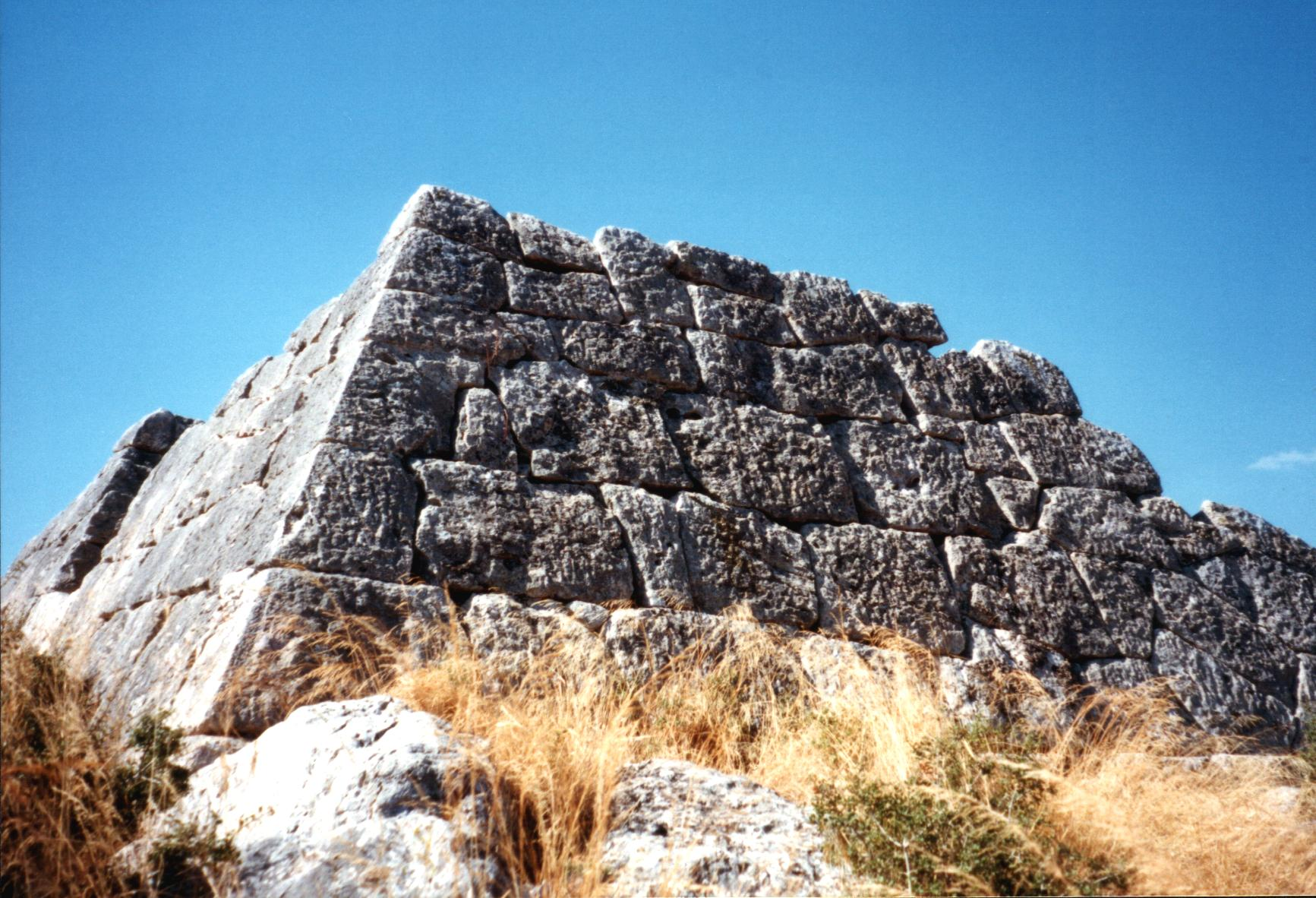
Pyramide von Hellinikon

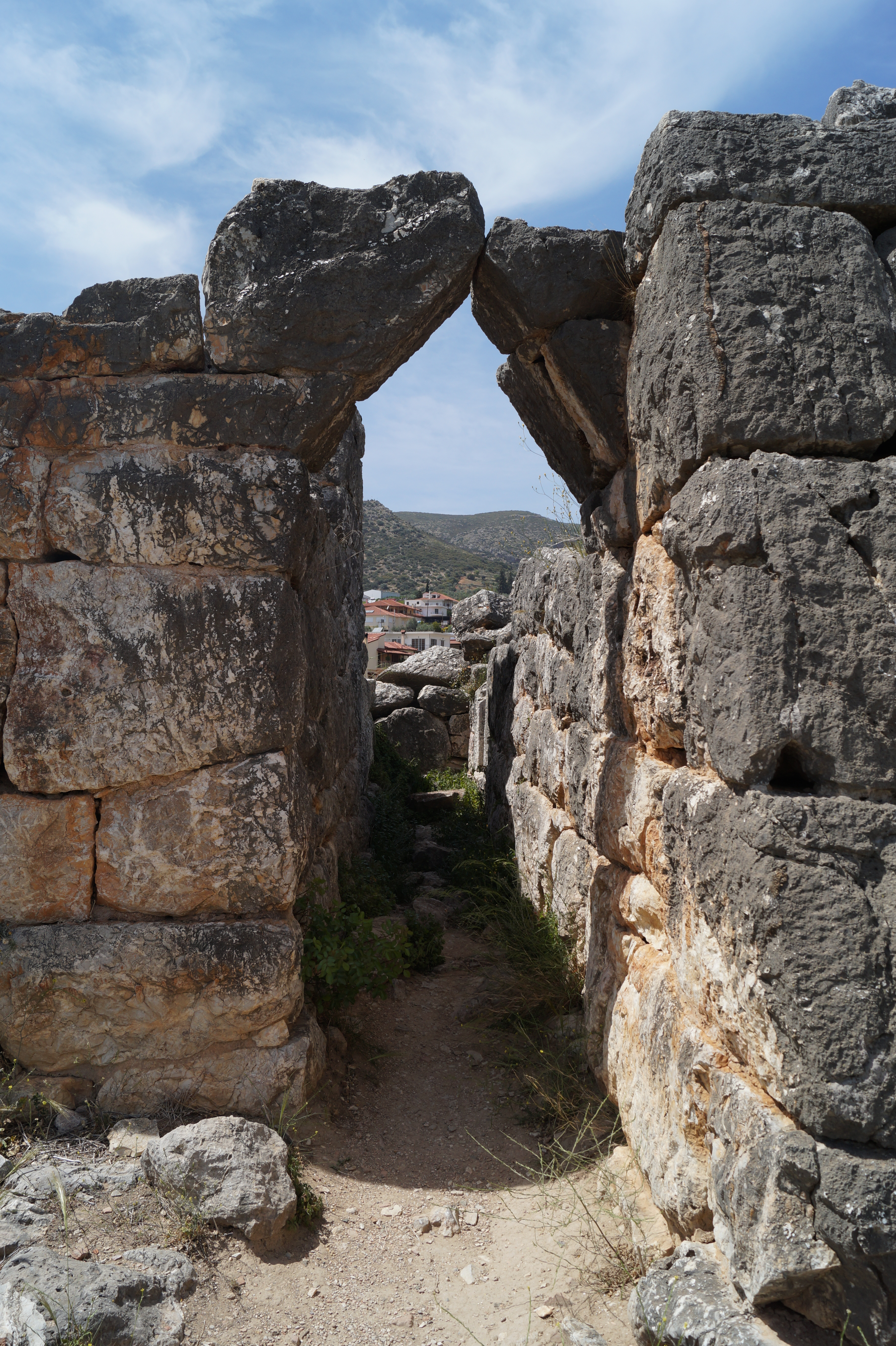
Eingang der Pyramide von Hellinikon

Die sogenannte Pyramide von Hellinikon (griechisch Πυραμίδα του Ελληνικού) oder Pyramide von Kenchreai oder Pyramide von Kephalaria befindet sich westlich der Argolis-Ebene in Griechenland. Sie war in der klassischen Zeit wahrscheinlich ein turmartiger militärischer Außenposten oder ein landwirtschaftlich genutztes Gebäude. In einigen pseudowissenschaftlichen Büchern wird behauptet, sie sei eine echte Pyramide aus der Prähistorie.
Etwa 32 km östlich bei Lygourio befindet sich die „Pyramide von Ligourio“ und in Lakonien die „Pyramide von Viglaphia“.

## Geographische Einordnung
Im Südwesten der Argolis-Ebene nahe der Wasserfälle des Erasinosflusses, dem modernen Kefalari, etwa zehn Kilometer südwestlich von Argos entfernt, befindet sich die „Pyramide von Hellenikon“. Sie befindet sich auf einer kleinen Anhöhe am Fuße eines Ostausläufers des Ktenias-Gebirges. Etwa 80 m westlich verläuft der meist ausgetrocknete Cheimarrhos. Etwa 200 m südlich auf der anderen Seite des Baches fand man die Grundmauern eines älteren Turmes mit einem Grundfläche von 10 m mal 10 m.
Benannt wurde das Bauwerk nach dem nahegelegenen Ort Hellenikon, dem modernen Elliniko, den man früher für den antiken Ort Kenchreai hielt. In der Nähe befinden sich auch Reste der argivischen Burg Hysiai, die an der antiken Straße von Lerna nach Tegea lag.

## Historische Quellen

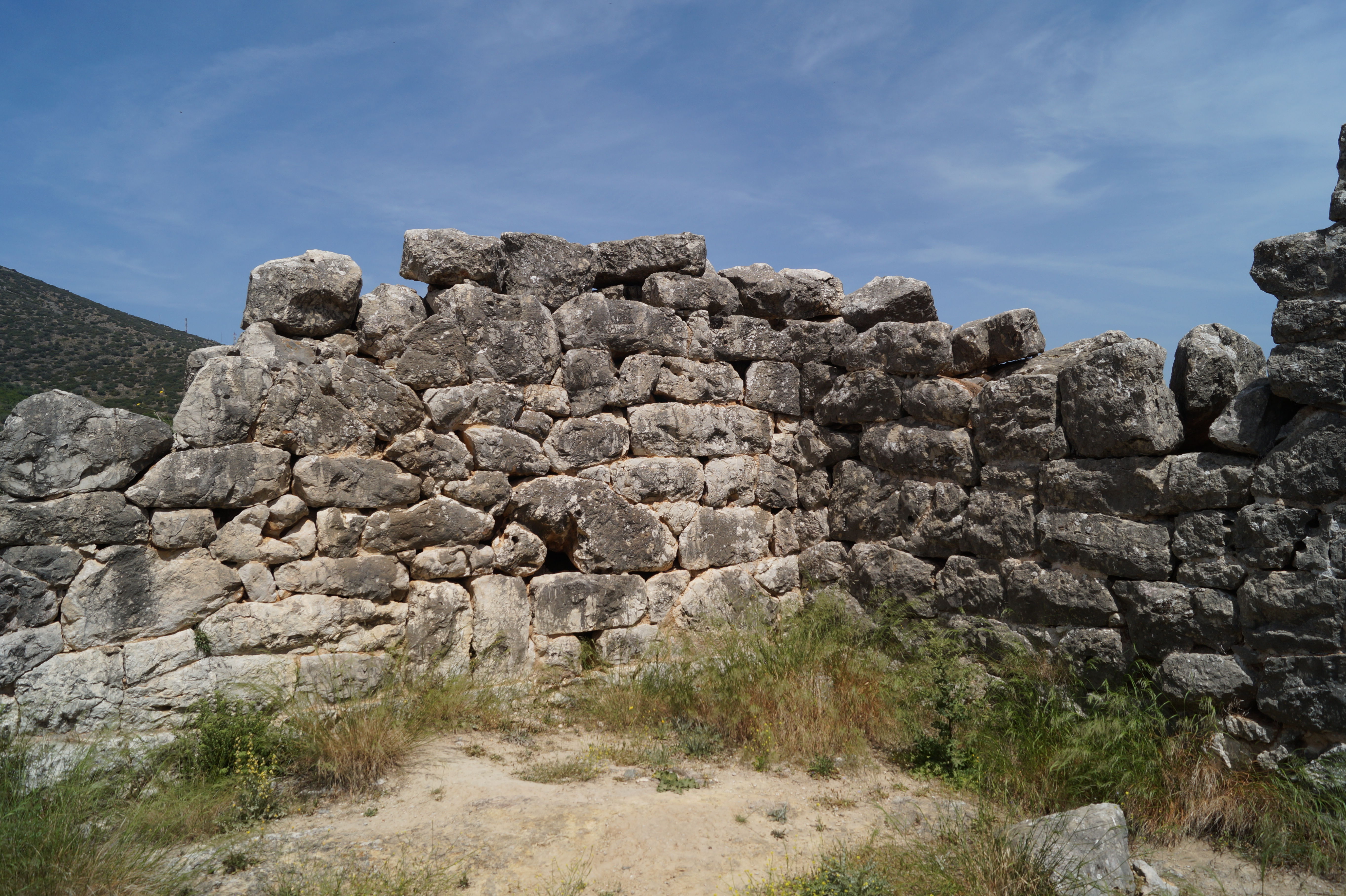
Nordwestwand mit Drainageöffnung und oben Löcher zur Aufnahme der Balken.

Schriftliche Quellen sind rar. Pausanias erwähnte im 2. Jahrhundert n. Chr. ein Bauwerk bei Kenchreai, das er als „Polyandrium“ (Grab für viele, Massengrab) bezeichnete (und nicht als Pyramide). Hier sollen die Krieger aus Argos begraben worden sein, die im Kampf zwischen Pheidon von Argos und den Lakedaimoniern 669/68 v. Chr. getötet wurden.
Eine Pyramide beschreibt Pausanias etwas später am Weg zwischen Argos und Epidauros. Diese wird oft mit der Pyramide von Hellinikon in Verbindung gebracht, obwohl sie sich östlich und nicht westlich von Argos befand. Es wurde vermutet, dass hierbei die Pyramide von Ligourio gemeint sein könnte. Pausanias schrieb: „[…] auf dem Weg von Argos nach Epidauros befindet sich eine Pyramidenstruktur zur Rechten, verziert mit Schilden im argolischen Stil […]“. Die Pyramide sei nach einem Kampf zwischen den Zwillingsbrüdern Proitos und Akrisios errichtet worden, in einem Krieg, in dem ihr Vater Abas starb. Sie sei zu Ehren der vielen Gefallenen errichtet worden.

## Erforschung
Zwischen 1753 und 1755 besuchten James Stuart und Nicholas Revett die Pyramide von Hellinikon. Sie vermuteten, dass sie ein Wach- und Signalturm (Phryktorion) war; Charles Robert Cockerell fertigte eine Zeichnung an. Am 13. März 1806 kam William Martin Leake nach Helliniko und nahm eine Skizze auf. Leake hielt es zwar für ein Polyandrium, jedoch nicht für das von Pausanias beschriebene. Während der französischen Militäroperation Morea-Expedition von 1828 bis 1833 wurde auch die „Pyramide von Hellinikon“ in einem wissenschaftlichen Werk beschrieben.
Die erste ausführlichere Beschreibung des Gebäudes verfasste der Archäologe Ludwig Ross, der 1833 und 1834 Griechenland bereiste. Er hielt es auch für ein Grab und erkannte, dass es aus statischen Gründen nie Pyramidenform gehabt haben konnte. Zwischen 1838 und 1840 untersuchte Ernst Curtius die „Pyramide von Hellinikon“. Curtius folgerte aus der Lage des Türriegels, dass sie kein Grab war, da die Tür von innen verriegelt wurde. Der englische Forscher William George Clark lehnte die Identifizierung als Wachturm ab wegen der geböschten Außenwand, die ein Angreifer besteigen konnte, und weil der Innenraum kein Fenster hatte und die Wachmannschaft somit dort nicht mitbekam, was draußen vorging. Auch Wilhelm Vischer-Bilfinger, der am 17. April 1853 den Ort besuchte, war dieser Ansicht und vermutete, dass das Grab sehr alt sei. Christos Tsountas und J. Irving Manatt hielten die Pyramide für einen Wachturm, der von den Dorern aus Argos errichtet wurde.
1896 untersuchte Theodor Wiegand die Pyramide von Helleniko. 1901 führte er zusammen mit Carl Watzinger erste Ausgrabungen durch und vermaß das Gebäude. Der Bauforscher Hubert Knackfuß erstellte hieraus einen Grundriss. Vom 7. bis 10. August 1937 führten die Archäologen Robert Ehrich und Ann Hoskin Ehrich unter der Leitung von Louis E. Lord Grabungen durch. Lord schloss aus den Befunden, dass es sich bei der Pyramide weder um ein Grab noch einen Turm handelt, sondern um eine Herberge für Soldaten, die auf den Straßen patrouillierten und Steuern eintrieben. 1982-3 untersuchten William Kendrick Pritchett und Helena M. Fracchia das Umfeld der Pyramide. Sie vermuteten, dass es sich um ein landwirtschaftlich genutztes Gebäude gehandelt habe. 1992 führten Perikles Theokaris und Georgios Veis Messungen zur Altersbestimmung durch. Christos Piteros vermutete nach seinen Untersuchungen im Jahre 1995, dass die Pyramide mindestens ein eventuell auch ein zweites Obergeschoss aus Lehmziegeln und Holz hatte.

## Datierung
Stilistisch wird die Pyramide von Hellinikon ins 4. Jahrhundert vor Christus datiert. Die Datierung anhand von Keramik ist direkt nicht möglich, da durch vorhergehende Grabungen die abgelagerten Schichten ohne vorherige Untersuchung und Dokumentation zerstört wurden. Unterhalb des Fundaments der Pyramide fand man Keramikscherben aus dem späten Frühhelladikum (Ende 3. Jahrtausend v. Chr.). Das Gebäude kann also erst nach dieser Zeit errichtet worden sein. Die älteste spätere Keramik, die in der Nähe gefunden wurde und nur sehr vereinzelt auftritt, kann maximal ins 5. Jahrhundert v. Chr. datiert werden. Die Keramik, die am häufigsten auftritt, wird ans Ende der klassischen Zeit datiert  (350–325 v. Chr.).  Die Pyramide von Ligourio, die der Pyramide von Hellinikon ähnelt, wurde dementsprechend in die zweite Hälfte des 4. Jahrhunderts v. Chr. datiert.
Die Akademie von Athen veröffentlichte am 2. September 1995 Ergebnisse von Datierungen verschiedener Steinproben, die der Pyramide von Hellenikon entnommen wurden. Die Proben wurden in Athen und Edinburgh mittels Optisch stimulierter Lumineszenz ausgewertet. Laut den Untersuchungen von P. S. Theocaris und G. Veis ist das Bauwerk auf 3240 ± 640 v. Chr. und die Pyramide von Ligourio auf 2520 ± 680 v. Chr. zu datieren. Die verwendete Methode wurde jedoch entwickelt, um Proben aus Quarz und Feldspat zu datieren. Da die Pyramide aber aus Kalkstein gebaut wurde, ist diese Datierung umstritten und nicht gesichert. Wären diese Untersuchungen richtig, würde es sich um die bisher älteste auf der Erde entdeckte Pyramide handeln. Der Archäologe Adamantios Sampson schrieb im Archaelogia kai Technes Magazin vom Dezember 1995, dass bisher keine Bauwerke, die ähnliches Fachwissen voraussetzen, in dieser Gegend um diese Zeit gefunden wurden; wenn die Datierungen der Akademie von Athen richtig wären, wäre dieses Bauwerk einzigartig. 1997 veröffentlichten P. S. Theocaris, I. Liritzis und R. B. Galloway die Ergebnisse ihrer Untersuchungen zur Datierung der Pyramiden von Hellenikon sowie auch von Ligourio. Sie hatten dafür vor allem die Thermoluminiszenzmethode auch für die Datierung von Kalkstein-Gemäuer neu adaptiert. Mit einer etwas konservativeren Einschätzung kam man nun für die Hellenikon-Pyramide auf eine Bauzeit von 2730 ± 720 v. Chr. und für die in Ligourio auf 2260 ± 710 v. Chr. Diese Datierung wird von führenden Archäologen abgelehnt. Sie wurde mit einer nicht qualifizierten Methode durchgeführt und ignorierte alle zuvor durchgeführten Untersuchungen und Forschungsergebnisse. Mörtelreste, die man stellenweise an der Pyramide von Hellinikon fand, werden in die römische Zeit datiert und späteren Ausbesserungen am Gebäude zugeschrieben.

## Baubeschreibung

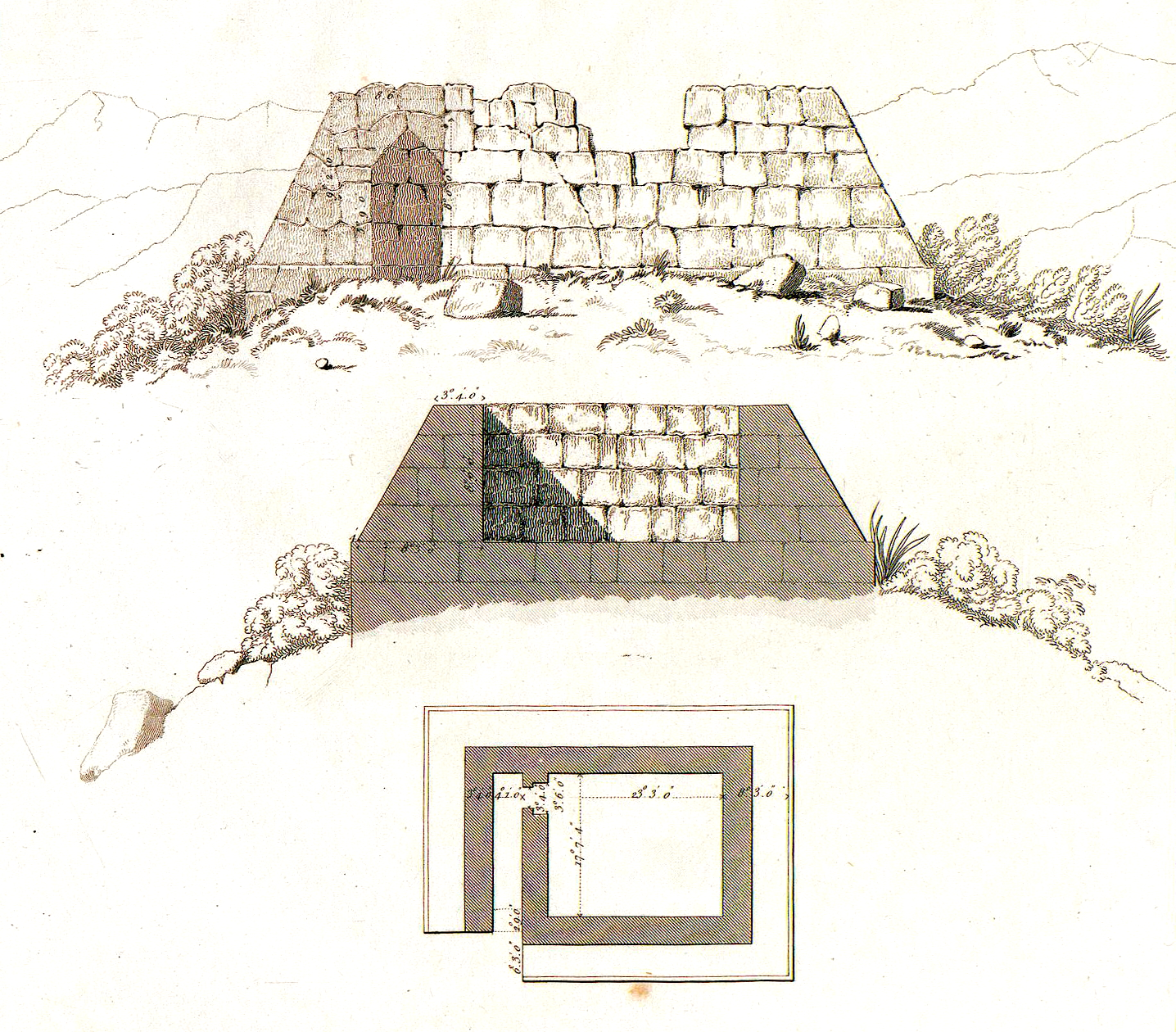
Ansicht, Schnittzeichnung und Grundriss der Pyramide von Hellinikon nach Cockerell

Das Mauerwerk ist aus grauem Kalkstein in trapezoiden und teilweise polygonalen Steinen ausgeführt und erinnert an andere Bauwerke aus klassischer Zeit. Geht man davon aus, dass es sich bei diesem Gebäude wirklich um eine Pyramide handelt, so müsste sie eine Höhe von etwa 7 – 8 m gehabt haben. Es ist jedoch sehr schwierig, den großen Innenraum mit einer steinernen Decke zu überspannen. Deshalb gehen viele Wissenschaftler davon aus, dass es sich nicht um eine Pyramide, sondern um einen Wachturm mit einem geböschten Sockel handelt.
Das Gebäude hat einen rechteckigen Grundriss von etwa 14,70 m mal 12,60 m. Die Mauern, die heute noch bis in 3 Meter Höhe reichen, haben außen eine Böschung von etwa 55°. An der südöstlichen Ecke gibt es eine rechteckige Aussparung in der Böschung – hier befindet sich der Zugang ins Innere. Der Eingang, den man von Osten betritt, besitzt einen dreieckigen Türbogen. Er ist etwa 1,10 m breit und man sieht zwei Löcher, die der Befestigung einer Tür dienten. Außerdem gibt es beidseits unterhalb des Türbogens Löcher zur Aufnahme des Türsturzes. Östlich des Baues fand Wiegand die zertrümmerte Türschwelle. Man gelangt zuerst in einen schmalen Korridor; an dessen Ende befindet sich rechts eine Öffnung, durch die man einen quadratischen Raum von etwa 7,10 m mal 7,10 m erreicht. Die Aussparungen in der Türschwelle und den Seitenwänden zeigen, dass auch hier eine Tür angebracht war, die sich nach innen öffnete. Eine größere rechteckige Aussparung diente der Aufnahme eines Querbalkens, mithilfe dessen die Tür von innen verriegelt werden konnte. Dieser Befund zeigt, dass es sich bei dem Bauwerk nicht um ein Grab handelt. Der Fußboden der Innenräume bestand aus festgestampftem Lehmboden, der mit einer Schicht aus kleinen Steinen bedeckt war.
Im Innenraum fand man im Norden Überreste einer kleinen Zisterne, die jedoch heute wieder zugeschüttet ist. Darüber gibt es einen Überlauf in der Nordwand, der nach außen führt. Die Konstruktion dieses Überlaufs zeigt, dass er schon beim Bau des Bauwerks angelegt wurde. Lord vermutete, dass dieser Überlauf zunächst nur zur Entwässerung des Fußbodens diente und dass erst später eine Zisterne in den Boden eingelassen wurde. Am Boden fand man ein in den anstehenden Fels gearbeitetes Fundament mit westöstlicher Ausrichtung, das den Raum ziemlich genau in zwei gleich große Teile teilte. Ein zweites Fundament in Nord-Süd-Richtung teilte den südlichen Teil nochmals. In etwa 3 m Höhe gibt es in der Nordwand vier rechteckige Aussparungen mit einer Größe von 0,20 m mal 0,21 m. Wie die Schnittzeichnungen der Morea-Expedition zeigen, waren im 19. Jahrhundert noch sieben rechteckige Aussparungen erhalten. Diese dienten wahrscheinlich der Aufnahme von hölzernen Balken, die den Boden des ersten Obergeschosses trugen. Die Steine waren zum Teil mit Mörtel zusammengefügt. Das Obergeschoss hatte etwa 90 cm starke und 50 cm hohe Wände. Diese Höhe hielt Lord nicht für ausreichend für eine Brustwehr, weshalb er es ablehnte, in der Pyramide von Hellinikon einen Wachturm zu sehen. Er glaubte auch, dass es keine weiteren Aufbauten aus Lehmziegeln und Holz gab und es sich nur um einen Pyramidenstumpf handelte.
Wiegand entdeckte im Innern einen zerschlagenen Mühlstein aus Brekzie. An der Ostwand fand man eine Mulde von 90 cm Länge und 52 cm Breite. Diese war teilweise von der westöstlichen Mauer und der östlichen Außenmauer überbaut. Hier fand man auch unter den Mauern Keramikscherben aus dem späten Frühhelladikum. Durch vorherige Zerstörung fand man bei der Grabung im Jahre 1937 nur wenig Keramik, die noch ihre ursprüngliche Position hatte. Es war vor allem frühhelladische Keramik, die direkt auf dem Fels auftrat. Man fand noch wenige Scherben von klassischem Gebrauchsgeschirr und spätrömische Öllampen.
150 m von der Pyramide entfernt entdeckte man zahlreiche Tonscherben aus dem 4. Jahrhundert v. Chr. In einer Grube 20 m vom Eingang fand man Tonscherben von Dachziegeln und grober Keramik und Steinabschläge. In einer weiteren Grube 50 m östlich fand man weitere Dachziegelbruchstücke und Mosaiksteine in Mörtel. Etwas entfernt fand man antike Steinblöcke und schwarzglasierte Scherben aus dem 4. Jahrhundert v. Chr.